# Klášter (Nová Bystřice)
Klášter (deutsch Kloster) ist ein Ortsteil der Stadt Nová Bystřice in Tschechien. Er liegt vier Kilometer östlich von Nová Bystřice und gehört zum Okres Jindřichův Hradec.

## Geschichte
1501 schenkte Konrad von Kraigh, Herr auf Landstein und Neubistritz, den Paulanermönchen Grund für ein Kloster und legte den Grundstein zu einer Kirche. Die Ortschaft selbst wird im Jahre 1507 erstmals urkundlich erwähnt. Das Kloster wurde am 22. Juni 1533 von Täufern bzw. Adamiten überfallen und zerstört, ebenso die Ortschaften Konrads, Braunschlag und Sichelbach. Alle Paulaner und viele Besucher wurden getötet. Im Jahre 1616 kaufte die Gattin Wilhelms von Slawata die Herrschaft Neuhaus samt Konrads. Im Dreißigjährigen Krieg wurde der Ort und das Kloster von kaiserlichen Truppen unter dem General Dampierre geplündert. Zwar wurde das Kloster wieder aufgebaut, doch 1652 abermals zerstört.
Konrads und Braunschlag galten als „Vororte“ von Neubistritz. Braunschlag verödete 1550 und wurde 22 Jahre später neugegründet. 1774 brach ein Großbrand in Neubistritz aus, der die Vororte verschonte. Die Matriken des Ortes werden seit 1789 geführt. Im Jahre 1790 wurden Konrads, Braunschlag und Kloster zur Gemeinde Konrads zusammengefasst. In den nächsten Jahrhunderten entstand ein reges Wirtschaftsleben in der Gemeinde: eine Eisenhütte, eine Glashütte, eine Spiritusbrennerei, eine Schäferei, eine Schindelmaschine, eine Ziegelhütte, eine Nagelschmiede und viele Kohlenmeiler.
Ab 1850 bildete Kloster eine selbstständige Gemeinde in der Bezirkshauptmannschaft Neuhaus. 1869 wurde Kloster zum Ortsteil von Konrads. Nach dem Ersten Weltkrieg und dem Friedensvertrag von Saint Germain 1919 wurde der Ort, dessen Bewohner im Jahre 1910 zu 92 % der deutschen Sprachgruppe angehörten, Bestandteil der neuen Tschechoslowakischen Republik.
In der Zwischenkriegszeit kam es durch Neubesetzung von Beamtenposten und neuen Siedlern zu einem vermehrten Zuzug von Personen tschechischer Identität. Eine Freiwillige Feuerwehr wurde im Jahre 1928 gegründet. Im Jahre 1936 wurden im Gemeindegebiet Bunker des Tschechoslowakischen Walls gebaut. Nach dem Münchner Abkommen 1938 kam der Ort an das Deutsche Reich und wurde ein Teil des Reichsgau Niederdonau. Nach dem Ende des Zweiten Weltkrieges, der neun Opfer unter den Einwohnern von Konrads forderte, kam die Gemeinde wieder zur Tschechoslowakei zurück. Laut dem Beneš-Dekret 108 vom 25. Oktober 1945 wurde das Vermögen der deutschen Einwohner konfisziert und unter staatliche Verwaltung gestellt. Noch vor der Potsdamer Erklärung wurden die Einwohner von Konrads am 29. Mai 1945 in einer „Wilden Vertreibung“ aus ihren Häusern vertrieben. Durch die Beschwerde des Bürgermeisters bei einem russischen General konnten jedoch alle Bewohner wieder in ihre Häuser zurückkehren. Am 24. Juni 1945 zogen die russischen Truppen ab und zwei Tage darauf wurden die Einwohner von Konrads endgültig vertrieben. Der Ort wurde daraufhin neu besiedelt. In Übereinstimmung mit den ursprünglichen Überführungszielen der Potsdamer Erklärung verlangte die Rote Armee im Januar 1946 den Abschub aller Sudetendeutschen aus Österreich nach Deutschland. 1950 erfolgte die Umbenennung der Gemeinde Konrac in Klášter. Der Ortsteil Klášter wurde fortan als Klášter I und der Ortsteil Konrac als Klášter II bezeichnet. Seit Beginn des Jahres 1961 ist Klášter ein Ortsteil von Nová Bystřice.

## Ortsgliederung
Der Ortsteil Klášter besteht aus den Grundsiedlungseinheiten Klášter I (Kloster), Klášter II (Konrads) und Mýtinky (Braunschlag).
Sein Gebiet umfasst die Katastralbezirke Klášter (1047 ha) und Konrac (337 ha).

## Wappen und Siegel
Vermutlich besaß der Ort im 19. Jahrhundert ein eigenes Gemeindesiegel. Jedoch konnte keine Abbildung von diesem gefunden werden. Am Ende des 19. Jahrhunderts führt Konrads lediglich einen bildlosen Gemeindestempel.

## Bevölkerungsentwicklung
| Volkszählung | Einwohner gesamt | Volkszugehörigkeit der Einwohner | Volkszugehörigkeit der Einwohner | Volkszugehörigkeit der Einwohner |
| Jahr         | Einwohner gesamt | Deutsche                         | Tschechen                        | Andere                           |
| ------------ | ---------------- | -------------------------------- | -------------------------------- | -------------------------------- |
| 1880         | 703              | 703                              | 0                                | 0                                |
| 1890         | 626              | 620                              | 3                                | 3                                |
| 1900         | 550              | 550                              | 0                                | 0                                |
| 1910         | 490              | 452                              | 38                               | 0                                |
| 1921         | 430              | 369                              | 35                               | 26                               |
| 1930         | 366              | 332                              | 25                               | 9                                |
| 1991         | 40               |                                  |                                  |                                  |
| 2001         | 49               |                                  |                                  |                                  |

## Sehenswürdigkeiten
in Klášter II

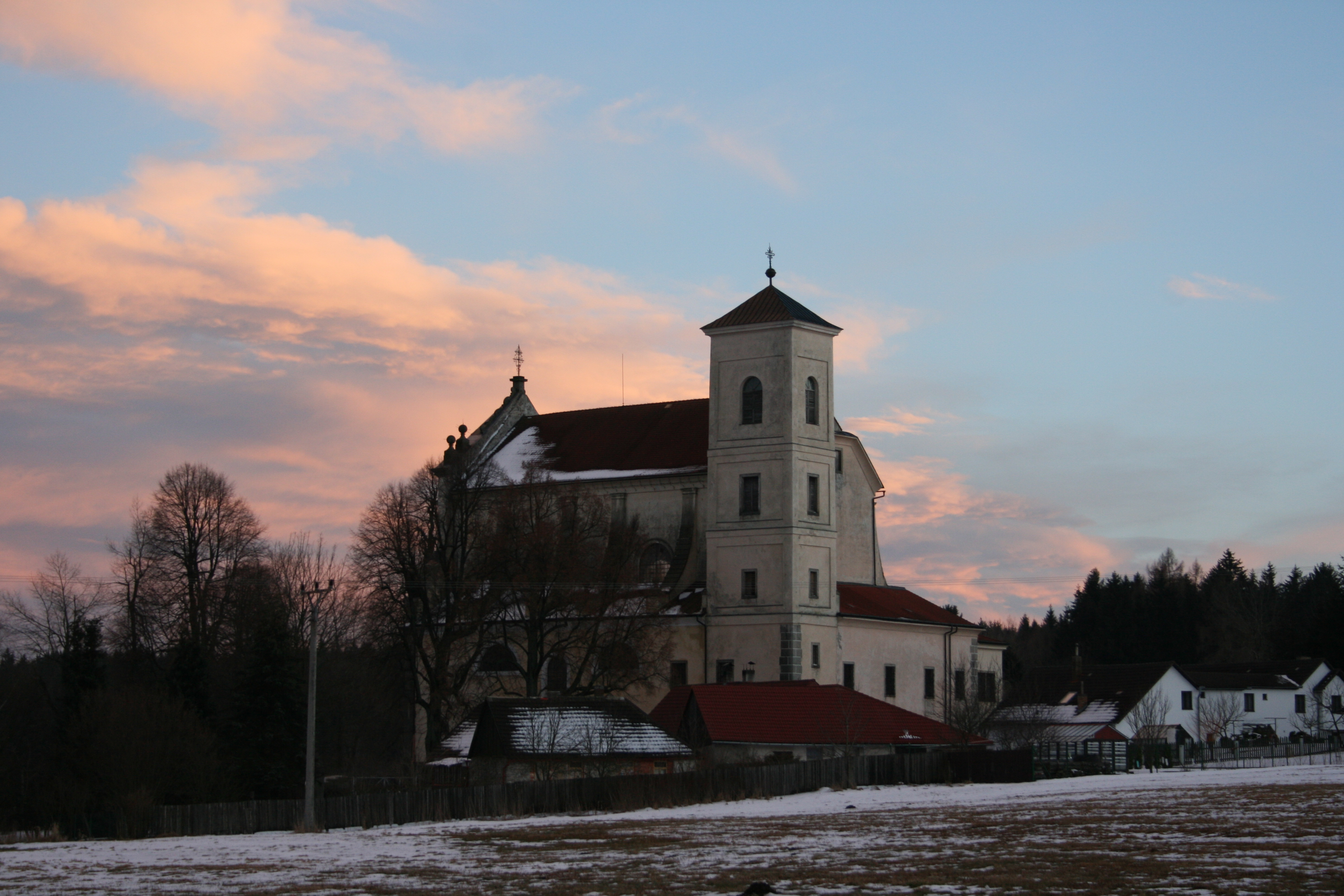
Kirche der hl. Dreifaltigkeit

- Neuwirthkreuz an der Landsteiner Straße. Wurde von tschechischen Soldaten vor 1938 umgestürzt.

in Klášter I
- Pfarrkirche hl. Dreifaltigkeit (1668–1682), Wallfahrtskirche, ehem. Paulaner-Klosterkirche (1501) am Klosterteich, Südturm vom ersten Bau im 16. Jahrhundert; Orgel um 1760.
- Unter der Gruft entspringen drei heilsame Quellen, die in einen überdachten Brunnen fließen.
- Ehem. Kloster der Paulaner (1501), Umbau 1665–67, zweigeschossig um Kreuzganghof; aufgehoben 1785
- Volksschule im Kloster, zweiklassig, mit Lehrerwohnung.

## Persönlichkeiten
- Karl von Banhans (1861–1942), Eisenbahnminister und Präsident der Verwaltungskommission der Österreichischen Bundesbahnen